# Вишнёвый переулок (фильм)
«Вишнёвый переулок» (англ. Cherry Tree Lane; другое название: «Черри Три Лейн») — британский триллер 2010 года.

## Сюжет
В доме семейной пары раздаётся звонок в дверь. Женщина, думая что это Себастиан, её сын, спешит открыть. Но в дом вламываются несколько человек: подростки, которые объясняют семейной паре, что пришли наказать их сына за то, что он слишком много говорит. Они избивают и связывают супругов, позже один из подростков намекает, что его не просто изобьют или унизят, а убьют. Время идёт, а Себастиан всё не приходит. Тогда, чтобы избавиться от скуки, подростки начинают «развлекаться» с заложниками…

## В ролях
- Рэйчел Блейк — Кристина
- Дженни Жак — Бет
- Кельвин Гилмор — Себастиан
- Том Батчер — Майк
- Сонни Муслим — Тэдди
- Джумэйн Хантер — Риан
- Эшли Чин — Асад
- Корина Дуглас — Чаман